# Fluorid pentaoxygenylu
Fluorid pentaoxygenylu je anorganická sloučenina s chemickým vzorcem F2O5. Patří mezi fluoridy kyslíku.

## Příprava
Fluorid pentaoxygenylu lze připravit působením elektrického výboje na směs fluoru a kyslíku v molárním poměru 5:2 při teplotě 60 - 77 K.

## Vlastnosti
Fluorid pentaoxygenylu je oxidační činidlo. Při 90 K je to červenohnědá kapalina a při 77 K to je olejovitá látka.
Při 77 K je fluorid pentaoxygenylu nerozpustný v kapalném dusíku, rozpustný v kapalném kyslíku a methanu. Při 65 K je rozpustný v kapalném difluoridu kyslíku.